# 富山高等專門學校
富山高等專門學校（National Institute of Technology, Toyama College (NIT, Toyama College)）

## 簡介
位於日本富山縣的高等專門學校，它成立於2009年由富山工業高等専門學校（成立於1964年），和富山商船高等専門学校（成立於1906年）合併。它們分別被稱為本鄉校區和射水校區。為學生提供誰已完成初中教育的五年教育計劃。設有六個部門，涵蓋工程，人文和社會科學，船舶技術。

## 教育組織

### 本科（副學士課程）
- 機械設計工学科（本郷校區）
- 電氣制御設計工学科（本郷校區）
- 物質化学工学科（本郷校區）
- 電子情報工学科（射水校區）
- 国際商業学科（射水校區）
- 商船学科【航海學程・輪機學程】（射水校區）

### 專攻科 （學士課程）
- 環境設計工学專攻（本郷校區）
- 制御情報系統工学專攻（射水校區）
- 国際商業学專攻（射水校區）
- 海事系統工学專攻（射水校區）[3]

## 外部連結
- 富山高等專門學校